# Dacia SupeRNova
La Dacia SupeRNova era un'autovettura di classe medio-bassa prodotta dalla casa automobilistica rumena Dacia dal 2000 al 2003.

## Storia
La SupeRNova è stato il primo modello di Dacia prodotto da quando l'azienda è stata acquistata dalla Renault. Di fatto è la Dacia Nova migliorata dai tecnici francesi.
È un hatchback a 5 porte con il motore della Renault Clio a 4 cilindri in linea e il cambio a 5 marce. Alcune versioni erano equipaggiate con aria condizionata, cerchi in lega e autoradio. Il costo del modello di punta si aggirava sui 5800 euro.
In base alle norme anti-inquinamento era considerata Euro2.

## Motori
| Nome    | Cilindrata (cm³) | Tipo           | Potenza                   | Coppia            | Velocità max | Accelerazione (0–100 km/h) (s) | Consumo ciclo urbano (litri/100 km) | Consumo ciclo extraurbano (litri/100 km) |
| 1.4 MPI | 1390             | 8 valvole SOHC | 73 hp 54 kW hp a 5250 rpm | 114 Nm a 2800 rpm | 162 km/h     | 13                             | 8.3                                 | 5.6                                      |